# Tympanophyllum timanthoides
Tympanophyllum timanthoides är en insektsart som beskrevs av De Jong, C. 1939. Tympanophyllum timanthoides ingår i släktet Tympanophyllum och familjen vårtbitare. Inga underarter finns listade i Catalogue of Life.